# Mercedes-Benz bionic car
Die Mercedes-Studie bionic car wurde auf dem Innovationssymposium 2005 in Washington präsentiert.
Das an Kofferfische angelehnte Fahrzeug bietet Platz für vier Personen. Durch diese Anlehnung wurde ein sehr aerodynamisches und trotz seiner Größe sehr sparsames Automobil entwickelt, da auch der Rahmen die Leichtbauweise des Fisches als Vorbild hat. Das Fahrzeug ist 4,24 Meter lang und hat einen Strömungswiderstandskoeffizienten von nur Cw=0,19. Nach Angaben von Mercedes verbraucht das Bionic Car im EU-Fahrzyklus 4,3 Liter auf 100 Kilometer, bei konstanten 90 km/h soll der Verbrauch bei 2,8 Litern liegen.
Nach Herstellerangaben beschleunigt der emissionsarme 140 PS starke 1,9-Liter-Turbodiesel mit zu diesem Zeitpunkt neuartiger Abgasreinigungsanlage das Fahrzeug in 8,2 Sekunden auf 100 km/h und erreicht maximal 190 km/h.
Eine Serienproduktion für das Bionic Car war nicht vorgesehen.
Von August bis Dezember 2009 konnte die Studie in der Mercedesniederlassung in Köln im Rahmen einer Sonderausstellung betrachtet werden. Von Juli 2011 bis Juni 2012 war das Auto in der Bionik-Ausstellung im LWL-Museum für Naturkunde in Münster zu sehen.

## Bionische Aspekte
Bei der Entwicklung des Bionic cars betrachtete man zunächst den Pinguin genauer und untersuchte seine extreme strömungsgradlinige Form. Es fiel auf, dass er beim Schwimmen kaum an Geschwindigkeit verliert. Das heißt, dass der Pinguin einen sehr geringen Wasserwiderstand aufweist. Sein cw-Wert liegt bei lediglich 0.03, was aus der Sicht eines Autokarosseriekonstrukteurs sehr gering ist. Diese Vorteile der Pinguine wollten die Entwickler auf ein Auto übertragen, um möglichst widerstandsfrei fahren zu können, um so den Kraftstoffverbrauch zu reduzieren. Neben dem Pinguin wurden weitere Tiere genauer untersucht, zum Beispiel die Mehlschwalbe. Diese Vogelart weist, wie der Pinguin, ähnlich gute Werte beim Luftwiderstand auf. Diese Vorbilder aus der Natur haben die Firma Forscher bestärkt,  weitere Tiere zu untersuchen. Ihre Wahl fiel unter anderem auf den Kofferfisch, der erstaunliche Eigenschaften besitzt. Er hat auf den ersten Blick nur wenige Gemeinsamkeiten mit einem Auto. Bei genauem Betrachten und Untersuchen gibt es jedoch eine Reihe von Eigenschaften, die sich auf ein Auto übertragen lassen: Der Kofferfisch lebt in Korallenriffen und Lagunen, wo er in vielerlei Hinsicht die gleichen Bedingungen wie Autos hat: Er muss sich mit möglichst niedrigem Energieverbrauch fortbewegen, wendig sein und auf engem Raum bewegen. Außerdem muss er seinen Körper bei Kollisionen schützen und hohem Druck standhalten. Voraussetzung hierfür sind starke Muskeln, eine strömungsgünstige Form, eine widerstandsfähige Außenhaut und gute Manövrierfähigkeit. Trotz des klobigen Aussehens ist der Kofferfisch ein guter Schwimmer. Die vielen Kanten, die der Kofferfisch aufweist, haben eine spezielle Funktion in den Korallenriffen. In den Korallenriffen können unter bestimmten Bedingungen kleine Wasserwirbel entstehen. Durch den eckigen Körperbau des Kofferfisches werden eigene kleine Wasserwirbel erzeugt, die den Wasserwirbeln der Meeresströmung entgegenwirken. Die Folge davon ist, dass der Kofferfisch eine stabile Körperlage hat. Flossen von anderen Fischen können solchen Wasserwirbeln nicht so gut entgegenwirken, ihre Stabilität ist weitaus geringer. Ein weiterer Vorteil seines Körperbaues ist seine Aerodynamik. Der Kofferfisch kann sich bereits mit wenig Energieaufwand sehr schnell fortbewegen. Durch seinen Körperbau erzeugt der Kofferfisch nur sehr geringe Widerstände. Ein weiterer Vorteil, der aus den geringen Widerständen beim Schwimmen resultiert, ist der niedrige Energieverbrauch.
Für die technische Umsetzung mussten die Entwickler nun mögliche technische Probleme, die beim Umsetzen auf ein Auto vorkommen könnten, abwägen und versuchen diese zu umgehen. Ziel war es, die Vorteile aus der Natur trotz der bestehenden Probleme umzusetzen. Durch Modelle von Autos im Windkanal, die der Form des Kofferfisches nachempfunden wurden, fanden Messungen des Luftwiderstandes statt. Die erzielten Ergebnisse wurden immer wieder verfeinert und verbessert. Dadurch konnte eine bionisch beeinflusste, technische Weiterentwicklung eines bereits vorhandenen biologischen Systems vollbracht werden. Letztendlich hat das entwickelte, fahrfertige Bionic car ein cw-Wert von 0.19. Der Verbrauch konnte im Gegensatz zu anderen Autos deutlich reduziert werden. Im Vergleich zum Bionic car hat der Golf 7 ein cw-Wert von 0.27. Daran erkennt man, dass das Bionic car anderen Autos in Sachen Aerodynamik weit voraus ist. Dies ist ein Beispiel dafür, wie Entwickler durch einen Naturvergleich inspiriert wurden, ein Fahrzeug noch aerodynamischer zu machen.

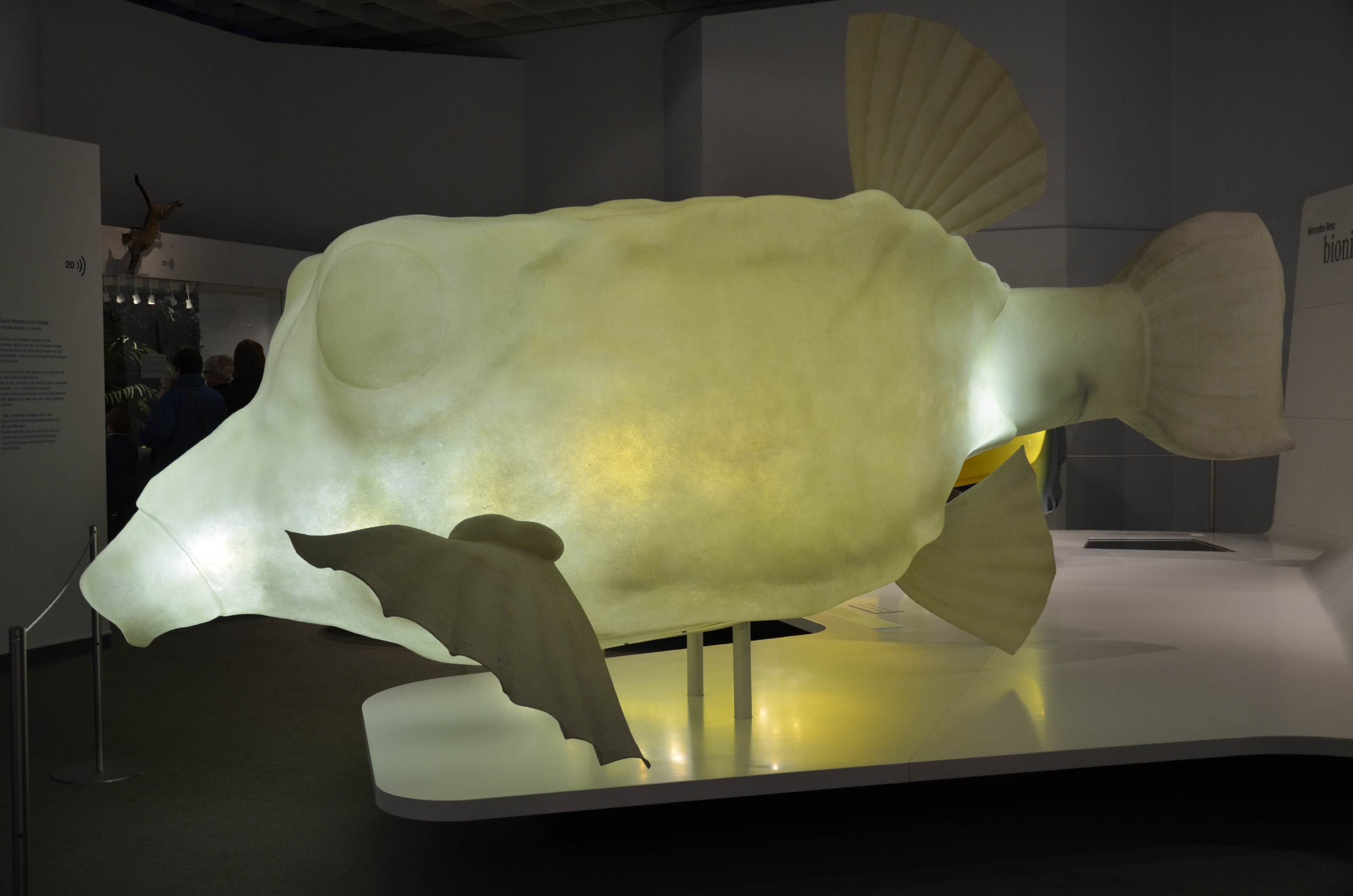
Modell des Kofferfischs
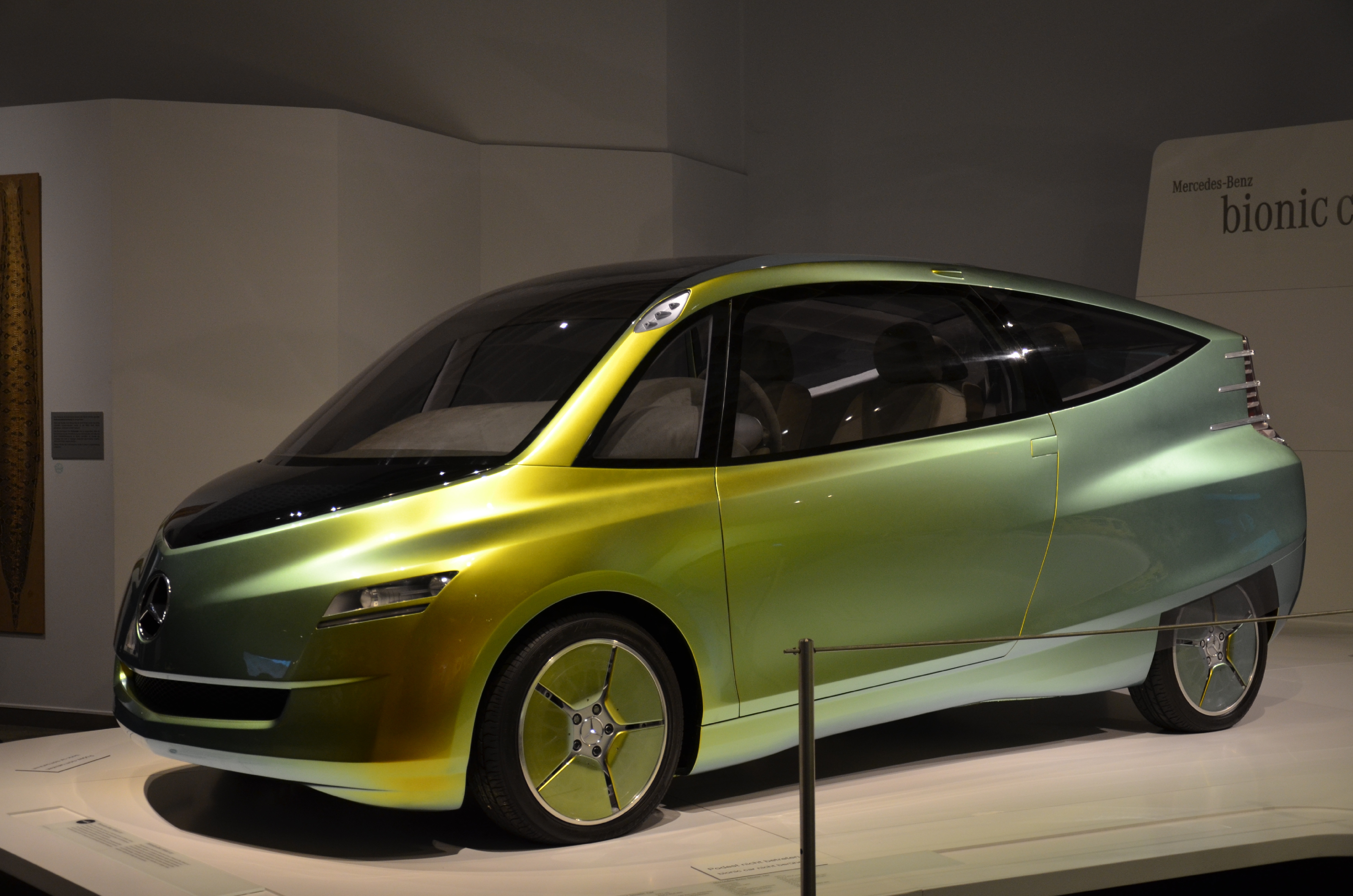
bionic car
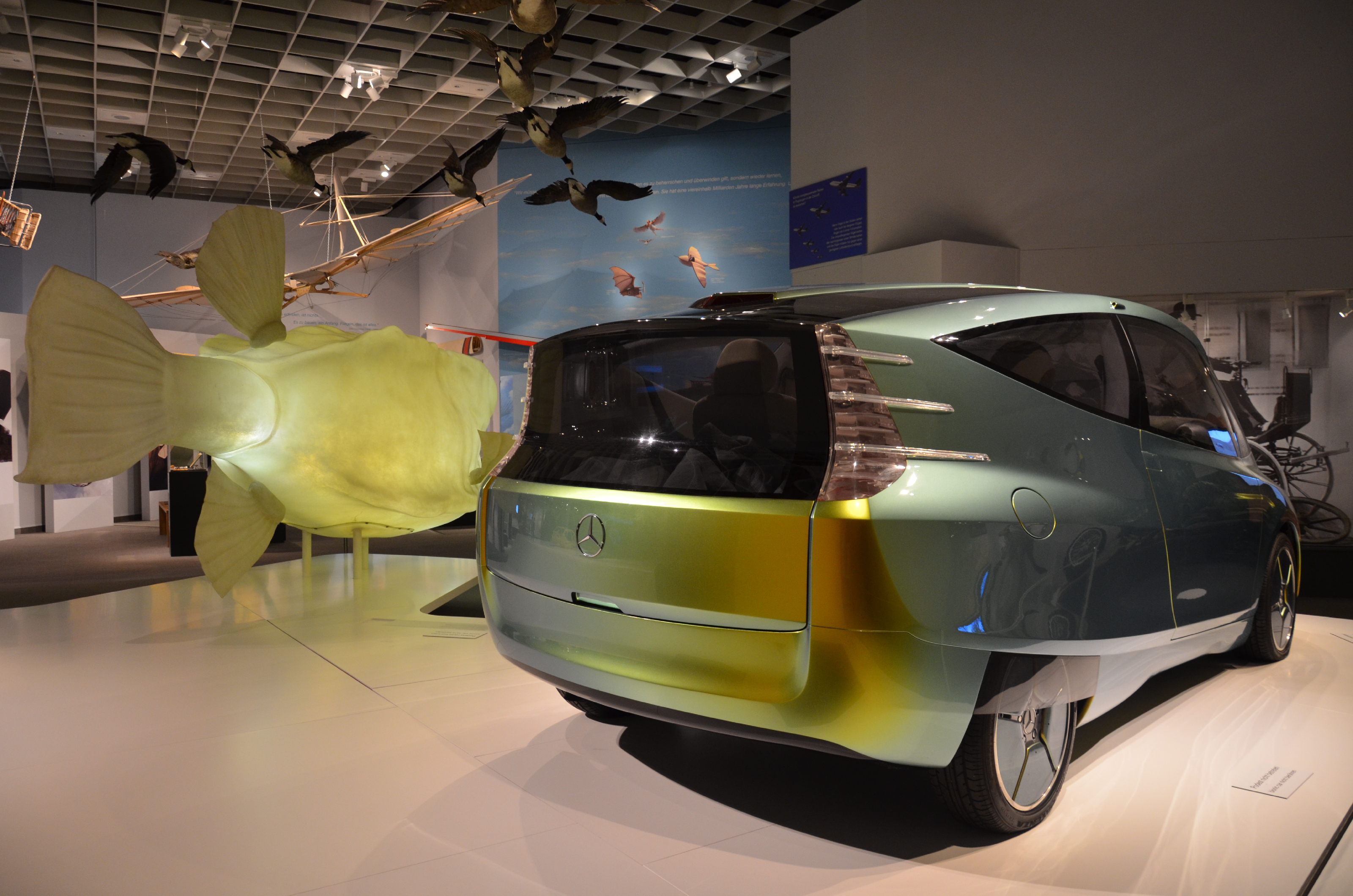
Heck
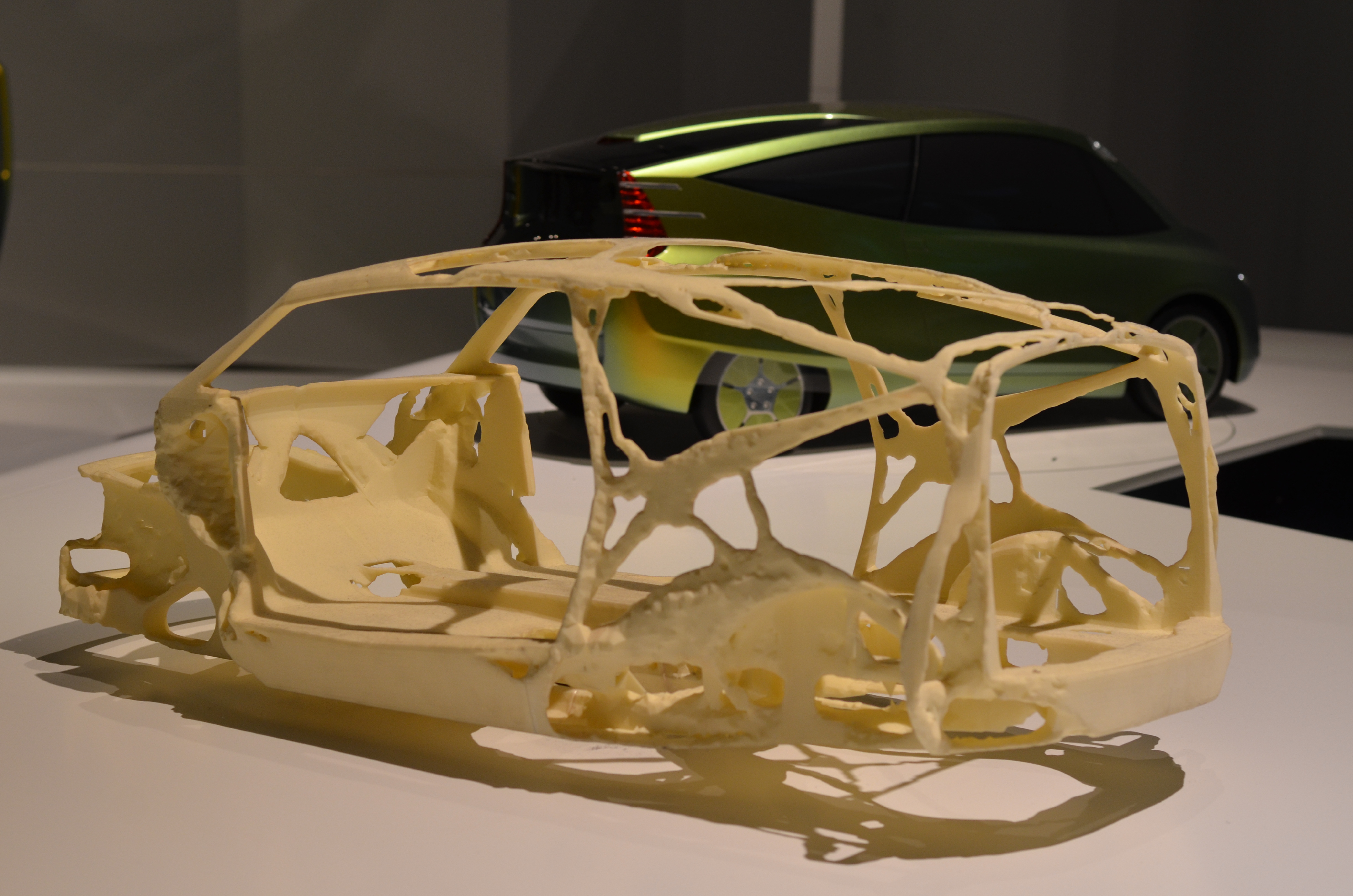
Leichtbauweise
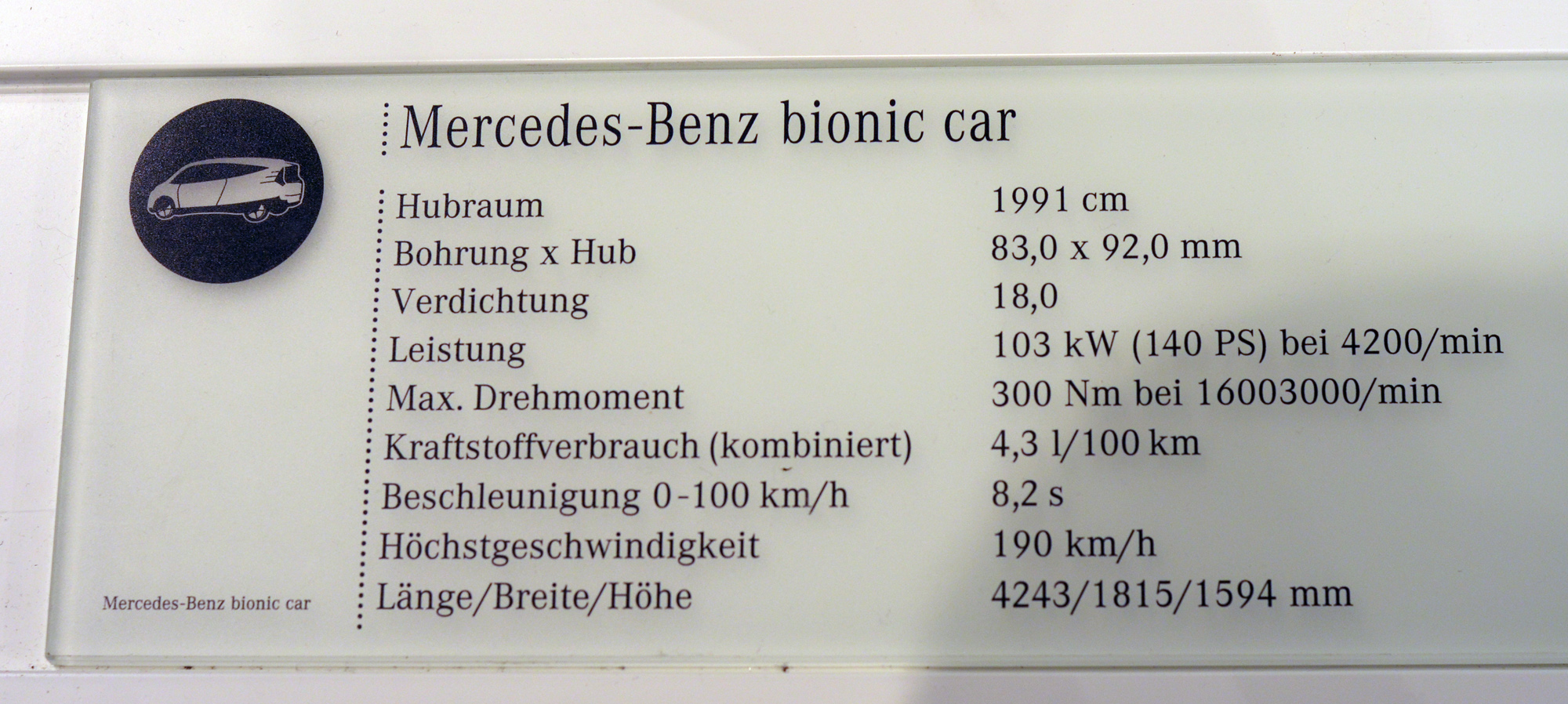
technische Daten